# Арадо, Клебер
Клебер Эдуардо Арадо (порт. Cléber Eduardo Arado; 11 октября 1972, Сан-Жозе-ду-Риу-Прету, Сан-Паулу — 2 января 2021, Куритиба) — бразильский футболист, игравший на позиции нападающего. За свою профессиональную карьеру провёл более 30 игр на высшем уровне, в том числе в Ла Лиге и японской Лиге-1. Умер в возрасте 47 лет после осложнений от COVID-19.
В 1992 году начал профессиональную карьеру. В 1997 отправился в Японию и выступал за «Киото Санга». В сезоне 1997/98 выступал в Ла Лиге за клуб «Мерида», в составе которого провел 17 игр и трижды отличался забитыми голами. С 1997 по 2000 годы играл в клубе «Коритибе». Забил за него 19 голов в чемпионате Бразилии. В эти три года успел поиграть в двух других клубах. Профессиональную карьеру закончил в 2006 году. После окончания карьеры занимался бизнесом. Владел помещением для проведения мероприятий. Имел двоих детей от первого брака.
Перед смертью в течение месяца он находился в отделении интенсивной терапии в больнице. Мэр Куритибы Рафаэль Грека объявил официальный траур в городе после смерти Клебера.